# Nueve de Julio
Nueve de Julio è una cittadina argentina della provincia di Buenos Aires, capoluogo del partido omonimo.

## Geografia
Nueve de Julio sorge nel cuore della regione della Pampa, è situata circa 270 km a sud-ovest di Buenos Aires.

## Etimologia
Il nome deriva dalla data del 9 luglio 1816, nella quale l'Argentina proclamò l'indipendenza dall'Impero spagnolo.

## Storia
Il 27 ottobre 1863 colonnello Julio de Vedia, impegnato ad avanzare con le truppe argentine verso l'interno, fondò un piccolo avamposto militare nella località conosciuta come Cla Lafquen. Successivamente l'ufficiale iniziò a distribuire di sua iniziativa lotti di terreno ai suoi uomini e ai civili che accompagnavano la colonna.
La cittadina fu fondata per decreto del governatore provinciale Mariano Saavedra il 12 febbraio 1864. Il 19 luglio dell'anno successivo fu istituito il partido di Nueve de Julio.
Nel novembre 1883 fu aperta la ferrovia tra Buenos Aires e Nueve de Julio.

## Monumenti e luoghi d'interesse
- Palazzo Municipale

## Cultura

### Istruzione

#### Musei
- Museo, Archivio e Centro Culturale "Julio de Vedia"